# August von Spiess

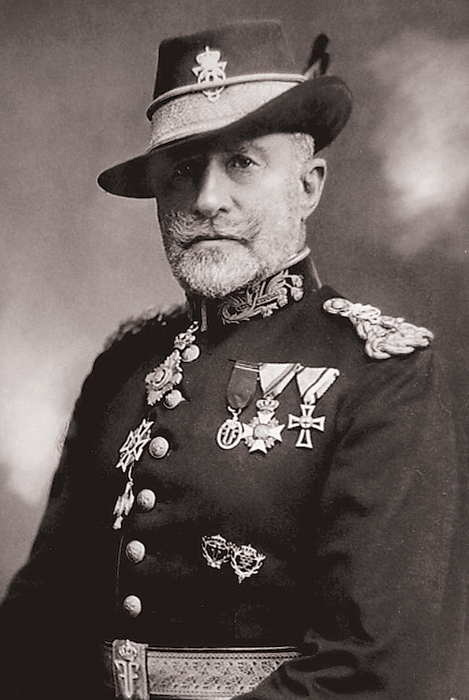
August Roland von Spiess in Hofjagdgalauniform

August Roland von Spieß Braccioforte zu Portner und Höflein, besser bekannt unter seinen Spitznamen Bärenspieß und Colonel Spitz (* 6. August 1864 in Przemysl; gestorben 4. April 1953 in Hermannstadt, Rumänien) war ein deutscher Offizier bayerischer Abstammung in der österreichisch-ungarischen Armee, Schriftsteller, berühmter Jäger und Hofjagddirektor am königlichen Hof Rumäniens. In den Jahren vor und nach dem Ersten Weltkrieg begab er sich auf herausfordernde Jagdzüge in die Karpaten und erwarb sich einen international ausgezeichneten Ruf als Jäger und Naturkenner.

## Leben

### Herkunft und Familie
Sein Vater Friedrich August Spieß von Braccioforte (1834–1928) stammte aus Albertshausen bei Würzburg und erreichte in Österreich den Rang eines Feldmarschalleutnants. Seine Mutter Silvia, geborene Baronin von Portner und Höflein (1845–1920) entstammte einem seit dem 14. Jahrhundert in Augsburg ansässigen Geschlecht und war in Fiume begütert. Er hatte drei Brüder, darunter den Oberst, Regimentskommandeur und Ritter des Militär-Maria-Theresien-Ordens Silvio von Spieß. Er heiratete am 25. Februar 1892 die aus einer alten siebenbürgisch-sächsischen Patrizierfamilie stammenden Auguste Herbert (* 14. Juli 1871 in Wien; gestorben am 18. Mai 1951 in Herrmannstadt) und bekam mit ihr vier Töchter, nämlich Silvietta (1901–1993), Gertrude (1904–1980), Ilse (1906–1989) und Jutta (1908–1971).

### Karriere
Von Spieß besuchte ab 1875 die Militärschule von Sankt Pölten und absolvierte nachfolgend die Theresianische Militärakademie in Wien. Durch die begeisterten jagdlichen Erzählungen eines aus Siebenbürgen stammenden Kameraden ließ er sich 1885 als Leutnant des 64.-Infanterie-Regiments in diesen Teil der Donau-Monarchie nach Broos versetzen. Als Batalionsadjudant wurde er nach kurzer Zeit mit seiner Truppe nach Mühlbach versetzt. Bereits im Mai 1889 erfolgt seine Versetzung zum Infanterie-Regiment 31 nach Hermannstadt, wo am 1. Mai 1896 seine Beförderung zum Hauptmann erfolgte. Er leitete 1891/92 als Instruktionsoffizier die Einjährigenfreiwilligenschule. Ab 1893 wirkte er als Lehrer und wurde im Jahre 1900 zum Infanterie-Regiment 31 zurückversetzt. In Wien wurde er 1907 zum Stabsoffizier mit der Bewertung „hervorragend“ klassifiziert und auch im selben Jahre zum Major befördert. Nachfolgend wirkte er als Direktor und ab 1911 als Kommandant der Hermannstädter Infanteriekadattenschule und wurde für seine Verdienste zum Oberstleutnant und mit der Militärverdienstmedaille ausgezeichnet.

### Erster Weltkrieg
Nach Ausbruch des Ersten Weltkrieges wurde er Kommandeur des 2. Landsturmregiments Klausenburg und nahm mit diesem an den Kämpfen in Galizien und Oberitalien teil. Im Februar 1915 erfolgte seine Beförderung zum Oberst mit gleichzeitiger Übernahme des Kommandos über das 2. K&K Infanterie-Regiment „Kaiser Alexander von Russland“. Mit diesem nahm er an den Schlachten und Gefechten von Preußisch-Schlesien, Kongresspolen und bis Baranowitsch in Litauen teil. Hiernach wurde er Kommandant der 31. K&K Infanterie-Brigade und nahm an der 7. und 8. Isonzoschlacht teil. Es folgten Kämpfe in den Waldkarpaten und von dort wieder nach Ostgalizien und Bessarabien, bis er schließlich als Brigadier der Edelweißbrigade Verwendung an der Flitscher Offensive in Kärnten und Venezien fand. Dort zog er sich eine schwere Infektion im Feld zu und erlebte den Zusammenbruch der Donaumonarchie als Oberstbrigardier und Militärkommandant in Timisoara, woraufhin er 1918 aus dem Militärdienst ausschied und sich in Hermannstadt niederließ.

### Nachkriegszeit

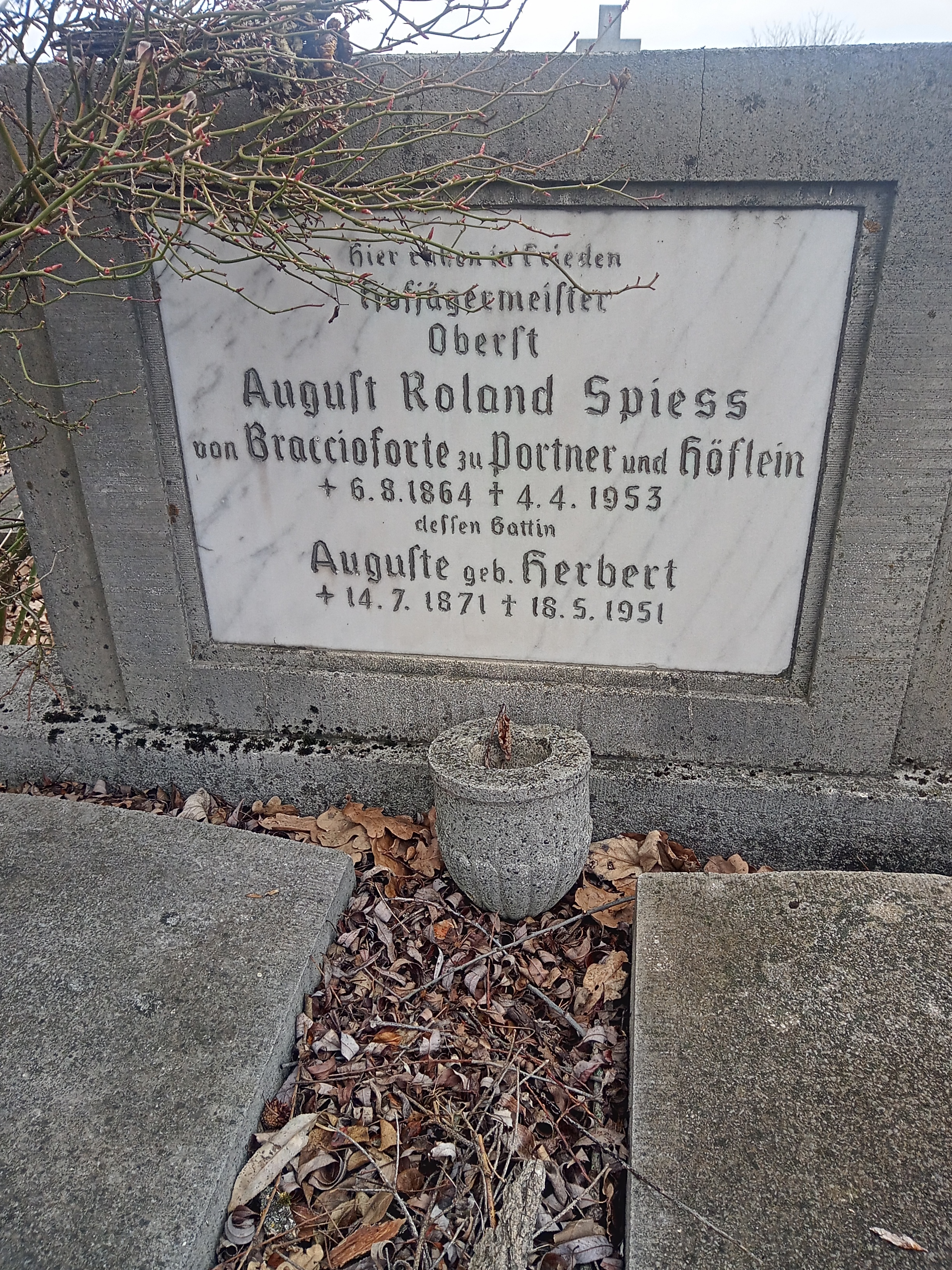
Das Grab von August Roland und Auguste Spiess in Hermannstadt

Nach einer schwierigen Zeit ohne feste Anstellung und festes Einkommen wurde er am 1. Juli 1921 von König Ferdinand I. von Rumänien zum königlichen Hofjagddirektor ernannt. Er betreute in dieser Position die königlichen Jagdreviere. All sein Wissen und seine langjährige Erfahrung waren Grundlage für die Neuorganisation der königlichen Jagden und die umfassenden Monografien über die königlichen Leibgehege Retezat und Gurghiu. Er wurde Mitglied der Kommission für Naturschutz und Nationalparks sowie Ehrenmitglied mehrerer nationaler und internationaler Jagdvereinigungen. Mit seiner Tochter Silvietta initiierte er 1926 die Beringung der Vogelpopulation auf der sogenannten Schlangeninsel. Später wirkte er an der Entstehung des rumänischen Jagdgesetzes mit. 1938 trat er von seiner Position als Hofjagddirektor und Leibjäger des rumänischen Königs in den Ruhestand. Nach seinem Abschied finanzierte der König zwei Safaris nach Tanganyika.

Insgesamt häufte sich im Laufe seines Lebens eine Sammlung von über 1000 Jagdtrophäen an. Er schrieb eine Reihe von international bekannten Jagdbüchern, die meistens mit der Region Karpaten verbunden waren. Er erlegte zu Lebzeiten 28 Bären in den Karpaten, was ihm seinen Spitznamen Bärenspieß einbrachte. Zu Zeiten des Kommunismus in Rumänien blieb er unbehelligt, da man angeblich sagte: 
Einen, der 30 Bären in den Urwäldern der Karpaten getötet hat, kann man nicht einsperren.
Nach seinem Tode spendete seine Familie seine gesamte Tier- und Waffensammlung dem Brukenthal-Museum in Hermannstadt. Später wurde die Sammlung zum Jagd- und Jagdwaffenmuseum August von Spiess und wurde um ähnliche Sammlungen erweitert. Das Museum ist im ehemaligen Haus des August von Spieß untergebracht, der sogenannten „Villa Augusta“.

## Bücher
- Gurghiu – Görgény-Szt.-Imre. – Das königliche Leibjagdgehege einst und jetzt. Hermannstadt 1929.
- Im Zauber der Karpathen. Fünfundfünfzig Jahre Waldwerk. Paul Parey, Berlin 1933.
- Die Wildkammer des Retezatmassivs. Krafft & Drotleff, Hermannstadt 1933.
- Karpathenhirsche. Waidwerk aus fünf Jahrzehnten. Paul Parey, Berlin 1937.
- Siebzehn Jahre Im Rumänischen Hofjagddienst. F.C. Maye, München 1940.
- Aus Siebenbürgen zum Kilimanjaro – Jagden in Afrika. 1942.
- Aus den Tagebuchblättern eines alten Jägers. Neumann-Neudamm, Melsungen 2013.
- Karpatenjagd ehemals Die Geschichte hinter den Trophäen. Honterus, Hermannstadt 2015